# Sacco (Fluss)
Der Sacco (auch Tolero, lat. Tolerus oder Trerus) ist ein Fluss in Mittelitalien. Er ist ein rechter Nebenfluss des Liri, in den er bei Ceprano in der Provinz Frosinone mündet.
Er entsteht am Colle Cero in den Simbruiner Bergen durch den Zusammenfluss der Bäche Della Valle und Palomba und ist 87 km lang. Er durchfließt die Landschaft Ciociaria in südöstlicher Richtung.
Das Tal des Sacco ist nach dem Großraum Rom die am dichtesten industrialisierte Region Latiums. Dies ist auch der Grund für die starke Verschmutzung des Sacco.